# Sovrani di Haiti
Questo è un elenco dei sovrani di Haiti, che include gli imperatori che regnarono sul primo (1804-1806) e secondo impero (1849-1859) e i re dell'unico regno haitiano (1811-1820).

## Imperatore di Haiti (1804 - 1806)
| Stemma | Immagine | Nome      | Nascita           | Inizio regno      | Fine regno      | Morte           | Consorte             | Note                                                          |
| ------ | -------- | --------- | ----------------- | ----------------- | --------------- | --------------- | -------------------- | ------------------------------------------------------------- |
|        |          | Giacomo I | 20 settembre 1758 | 22 settembre 1804 | 17 ottobre 1806 | 17 ottobre 1806 | Marie-Claire Bonheur | Ex-governatore generale di Haiti e fondatore del Primo Impero |

In seguito al malcontento popolare Giacomo I venne assassinato e l'isola di Hispaniola su cui si estendeva l'impero si divise nello stato di Haiti a nord, divenuto poi un regno nel 1811, e nella repubblica di Haiti a sud.

## Re di Haiti (1811 - 1820)
| Stemma | Immagine | Nome      | Nascita        | Inizio regno   | Fine regno      | Morte           | Consorte              | Note                                                                               |
| ------ | -------- | --------- | -------------- | -------------- | --------------- | --------------- | --------------------- | ---------------------------------------------------------------------------------- |
|        |          | Enrico I  | 6 ottobre 1767 | 26 marzo 1811  | 8 ottobre 1820  | 8 ottobre 1820  | Marie-Louise Coidavid | Fu capo dello Stato di Haiti e fondatore del regno                                 |
|        |          | Enrico II | 3 marzo 1804   | 8 ottobre 1820 | 18 ottobre 1820 | 18 ottobre 1820 | -                     | Figlio del precedente, venne assassinato dieci giorni dopo la sua salita al trono. |

Dopo l'assassino di Enrico II, conseguenza del malcontento popolare nato dal governo autocratico di Enrico I, il militare Jean-Pierre Boyer riunificò il nord monarchico e il sud repubblicano, dando vita così ad una seconda repubblica di Haiti, che crollò nel 1849 con il presidente Faustin Soulouque che, ispirandosi alle imprese politiche di Napoleone Bonaparte, fondò il Secondo Impero di Haiti.

## Imperatore di Haiti (1849 - 1859)
| Stemma | Immagine | Nome       | Nascita        | Inizio regno   | Fine regno      | Morte         | Consorte        | Note                                                             |
| ------ | -------- | ---------- | -------------- | -------------- | --------------- | ------------- | --------------- | ---------------------------------------------------------------- |
|        |          | Faustino I | 15 agosto 1782 | 25 agosto 1849 | 15 gennaio 1859 | 3 agosto 1867 | Adélina Lévêque | Fu presidente di Haiti e in seguito fondatore del Secondo Impero |

Nel suo decennio di regno Faustino I governò in modo repressivo, dilapidando quasi interamente le finanze statali nel tentativo di portare nell'impero la stessa ricchezza della Francia di Napoleone III. Per questo suo modo di governare, il 15 gennaio 1859, fu detronizzato ed esiliato, per ordine del generale Fabre Geffrard. In seguito venne restaurata la repubblica e a Haiti la monarchia non tornò mai più.